# Schönau (Odenwald)

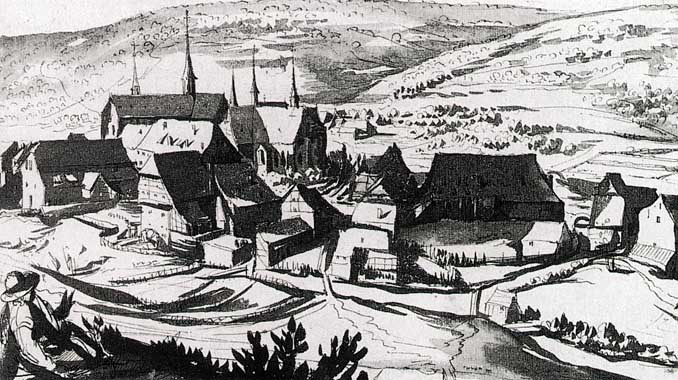
Schönau um 1560

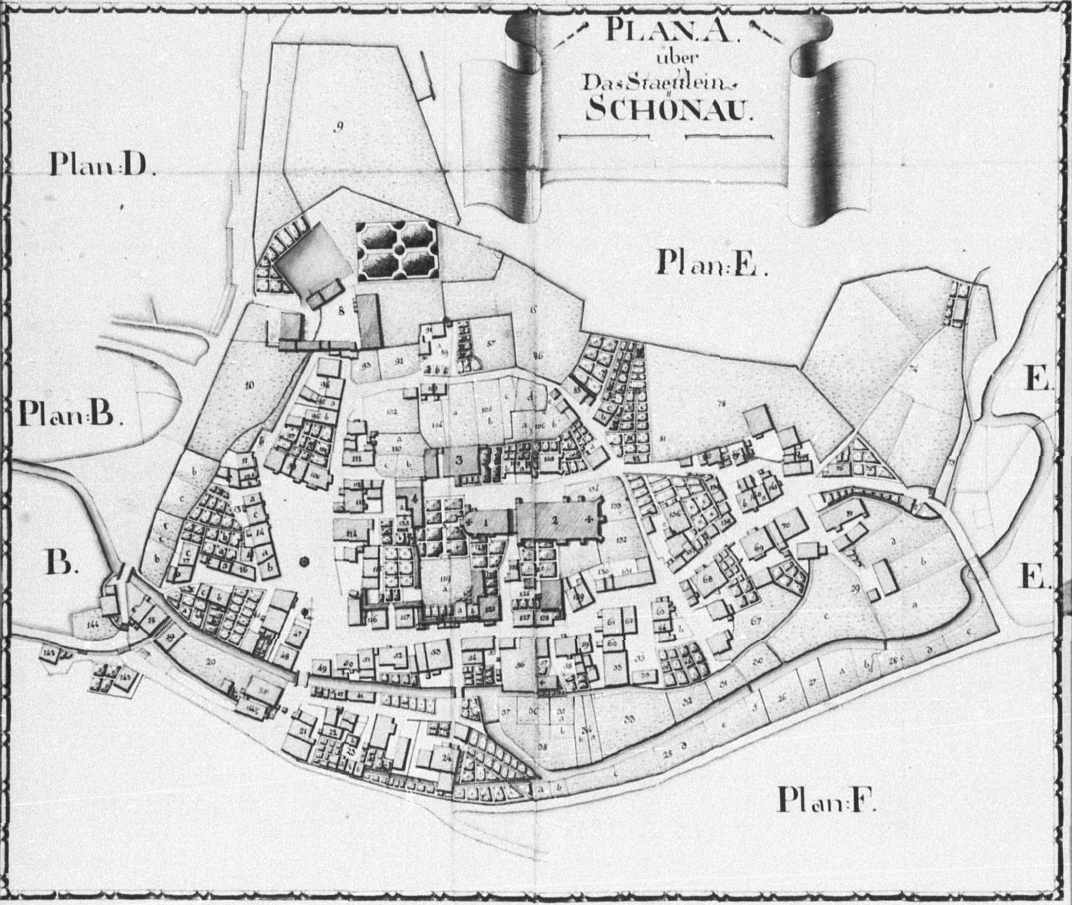
Schönau um 1790

Schönau ist eine Stadt mit ca. 4400 Einwohnern im Rhein-Neckar-Kreis in Baden-Württemberg. Seit dem 1. Oktober 2022 darf die Stadt die Bezeichnung Klosterstadt führen. Sie gehört zur europäischen Metropolregion Rhein-Neckar (bis 20. Mai 2003 Region Unterer Neckar und bis 31. Dezember 2005 Region Rhein-Neckar-Odenwald). Die Siedlung entstand um das Kloster Schönau und gehörte wie das eingemeindete Altneudorf jahrhundertelang zur Kurpfalz.

## Geographie
Die Stadt Schönau liegt am Südhang des Odenwalds im Tal des Flüsschens Steinach, eines rechten Zuflusses zum Neckar.

### Nachbargemeinden
Das Stadtgebiet grenzt im Norden an Heiligkreuzsteinach, im Nordosten an Heddesbach, im Osten an die Stadt Hirschhorn und im Südosten an die Stadt Neckarsteinach, beide im hessischen Landkreis Bergstraße, im Süden an die Stadt Neckargemünd und im Westen an die Gemeinde Wilhelmsfeld sowie an die Stadt Heidelberg.

### Stadtgliederung
Zur Stadt Schönau gehört die ehemalige Gemeinde Altneudorf.
Zu Altneudorf gehörten die Dörfer Oberdorf und Unterdorf. Zur Stadt Schönau in den Grenzen vom 8. Mai 1975 gehörten die Orte Bei Altneudorf, Landheim Lessingschule (Lochmühle) und Lindenbach sowie die Häuser Hasselbacherhof. Im Gebiet der Stadt Schönau liegt außerdem die Wüstung Bauerländerhof.

## Geschichte

### Schönau
Die dokumentierte Geschichte Schönaus beginnt mit der Gründung des Klosters Schönau durch das Bistum Worms im Jahre 1142. Das Kloster gelangte noch im 12. Jahrhundert unter die Schirmherrschaft der Kurpfalz und wurde zum Hauskloster, Aufenthaltsort und zur Grablege der Pfalzgrafen bei Rhein. In der Reformationszeit wurde die Kurpfalz protestantisch und das Kloster wurde 1558 durch Kurfürst Ottheinrich einem weltlichen Pfleger unterstellt und die Mönche vertrieben. Die herrschaftlichen Rechte gingen an die Pflege Schönau über. 1562 wurden 35 calvinistische Flüchtlingsfamilien aus Wallonien (damals: Spanische Niederlande) auf dem Klostergelände angesiedelt, die die Klosteranlagen zu Wohnzwecken umbauten. Die Immigranten brachten ihr Handwerk, hauptsächlich Weberei und Färberei, in die bäuerlich geprägte Umgebung ein. Um 1600 wurde Schönau erstmals als Stadt bezeichnet. Nach der Zerstörung der Burg Waldeck im Dreißigjährigen Krieg wurde der Verwaltungssitz der sogenannten Kellerei Waldeck nach Schönau verlegt, wo er bis 1803 blieb.
Zu Beginn des 19. Jahrhunderts gelangte Schönau zu Baden. Um 1900 hatte Schönau rund 2000 Einwohner. 1935 wurde Schönau das Stadtrecht entzogen, das es 1956 zurückerhielt. Nach dem Zweiten Weltkrieg nahm Schönau 553 Flüchtlinge auf, so dass die Einwohnerzahl bis 1947 auf 3035 anstieg.

### Altneudorf

Altneudorfer Wappen

Altneudorf wurde 1316 als „Nuendorf“ erstmals urkundlich erwähnt. Die Siedlung wurde von den Strahlenbergern von der Burg Waldeck aus vermutlich im 13. Jahrhundert angelegt. Mit der Burg gelangte sie 1357 zur Kurpfalz und nach deren Auflösung 1803 zu Baden. Erst zu Beginn des 18. Jahrhunderts setzte sich zur Unterscheidung von Wilhelmsfeld, das zu Beginn zeitweise als Neudorf bezeichnet wurde, der Name Altneudorf durch. Der Ort hatte zwar eine eigene Gemarkung und eigenes Vermögen, gehörte aber politisch zu Heiligkreuzsteinach, bis er 1844 selbstständig wurde.

### Eingemeindungen
Die Stadt in ihrer heutigen Form entstand im Zuge der Gemeindereform in Baden-Württemberg durch die Vereinigung der Stadt Schönau mit der Gemeinde Altneudorf am 9. Mai 1975.

### Einwohnerentwicklung
| Jahr       | 1727 | 1818 | 1852 | 1905 | 1939 | 1950 | 1961 | 1970 | 1975 | 1991 | 1995 | 2000 | 2005 | 2010 | 2015 | 2020 |
| ---------- | ---- | ---- | ---- | ---- | ---- | ---- | ---- | ---- | ---- | ---- | ---- | ---- | ---- | ---- | ---- | ---- |
| Altneudorf | 116  | 302  | 501  | 487  | 581  | 765  | 807  | 1163 |      |      |      |      |      |      |      |      |
| Schönau    | 470  | 1163 | 1974 | 2056 | 2104 | 3031 | 3271 | 3357 |      |      |      |      |      |      |      |      |
| Gesamt     | 586  | 1465 | 2475 | 2543 | 2685 | 3796 | 4078 | 4520 | 4381 | 4524 | 4619 | 4786 | 4793 | 4526 | 4370 | 4427 |

## Politik

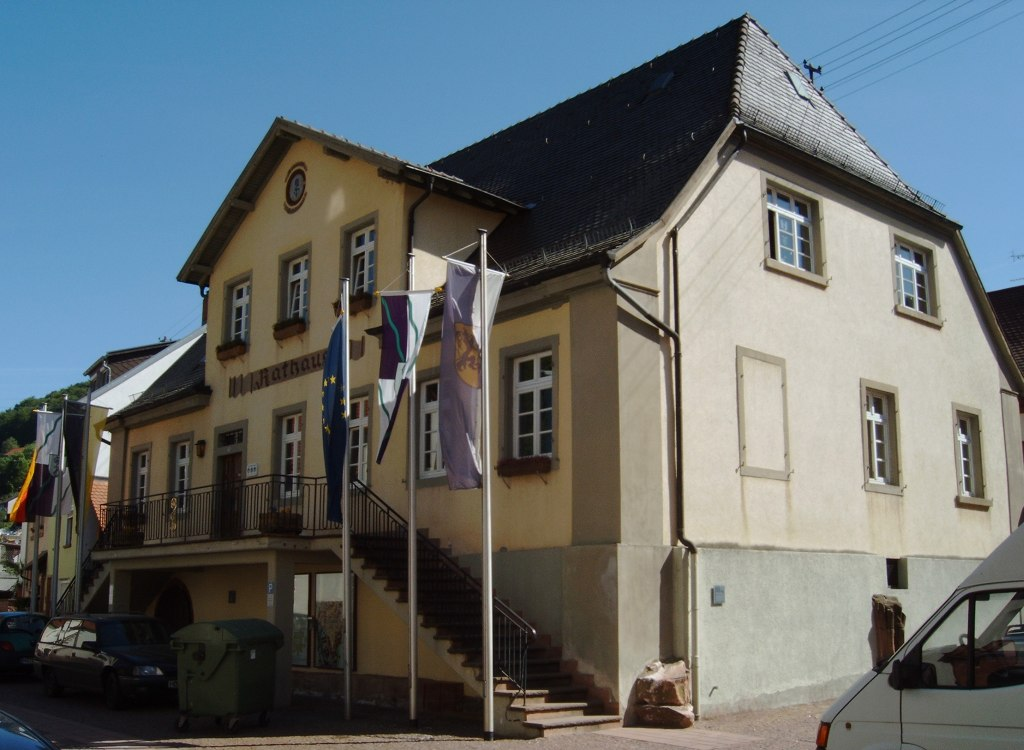
Rathaus

### Verwaltungsverband
Die Stadt ist Sitz des Gemeindeverwaltungsverbands Schönau (Mitgliedsgemeinden: Heddesbach, Heiligkreuzsteinach, Wilhelmsfeld, Stadt Schönau) und des Abwasserzweckverbandes Steinachtal (Mitgliedsgemeinden: Heiligkreuzsteinach, Wilhelmsfeld, Stadt Schönau).

### Gemeinderat
Dem Gemeinderat gehören neben dem vorsitzenden Bürgermeister 14 Mitglieder an. Die Kommunalwahl am 9. Juni 2024 führte zu folgendem Ergebnis:
| Partei/Liste    | 2024   | 2024   | 2019   | 2019   |
| Partei/Liste    | Anteil | Sitze  | Anteil | Sitze  |
| --------------- | ------ | ------ | ------ | ------ |
| SPD             | 43,0 % | 6      | 46,5 % | 6      |
| FWS             | 33,7 % | 5      | 26,1 % | 4      |
| CDU             | 23,3 % | 3      | 27,4 % | 4      |
| Wahlbeteiligung | 65,2 % | 65,2 % | 65,1 % | 65,1 % |

In Schönau und Altneudorf gibt es drei politische Ortsgruppen der SPD, der CDU sowie der Freien Wähler und mit der Jungen Union eine politische Jugendorganisation.

### Bürgermeister
Seit dem 8. Oktober 2007 war Marcus Zeitler (CDU) Bürgermeister von Schönau. Zeitler hatte die Bürgermeisterwahlen in einem zweiten Wahlgang am 29. Juli 2007 mit knappem Vorsprung vor dem seit 1983 amtierenden Amtsinhaber Philipp Krämer (SPD) für sich entschieden. In der lokalen Presse war dieser Wechsel in der sogenannten „roten Hochburg“ Schönau als „Sensation“ und „Erdrutsch“ gewertet worden. 2015 hat er dieses Amt mit 87 Prozent der Stimmen gegen zwei Mitbewerber im ersten Wahlgang erneut gewonnen. Am 21. Juli 2019 wurde Zeitler zum neuen Oberbürgermeister von Hockenheim gewählt. Damit schied er zum 31. August aus seinem bisherigen Amt in Schönau aus. Zu seinem Nachfolger wurde Matthias Frick (parteilos) gewählt. Er trat das Amt am 1. Januar 2020 an.
Seit 1975 hatten folgende Personen das Amt des Schönauer Bürgermeisters inne:
- 1975–1983 Klaus Hafendörfer
- 1983–2007 Philipp Krämer (SPD)
- 2007–2019 Marcus Zeitler (CDU)
- seit 2020 Matthias Frick (parteilos)

Hafendörfer ging wegen seiner Abwahl im Jahr 1983 mit nur zwei Stimmen Unterschied in die Geschichte der Bürgermeisterwahlen in Baden-Württemberg ein.

### Wappen
Die Blasonierung des Wappens lautet: In Silber ein mit der Krümme nach hinten (links) gekehrter, aus dem Unterrand hervorgehender blauer Bischofsstab, um dessen Schaft der blaue lateinische Großbuchstabe S geschlungen ist. Es lässt sich seit 1862 nachweisen und entspricht dem Wappen des Klosters.
Die Stadtflagge ist untypisch nicht vom Wappen hergeleitet, sondern ist von Violett und Weiß geviert und enthält in jedem Feld einen grünen Wellenbalken. Sie ist bereits 1604 in einem Wappenbuch Friedrichs IV. abgebildet.

## Kultur und Sehenswürdigkeiten

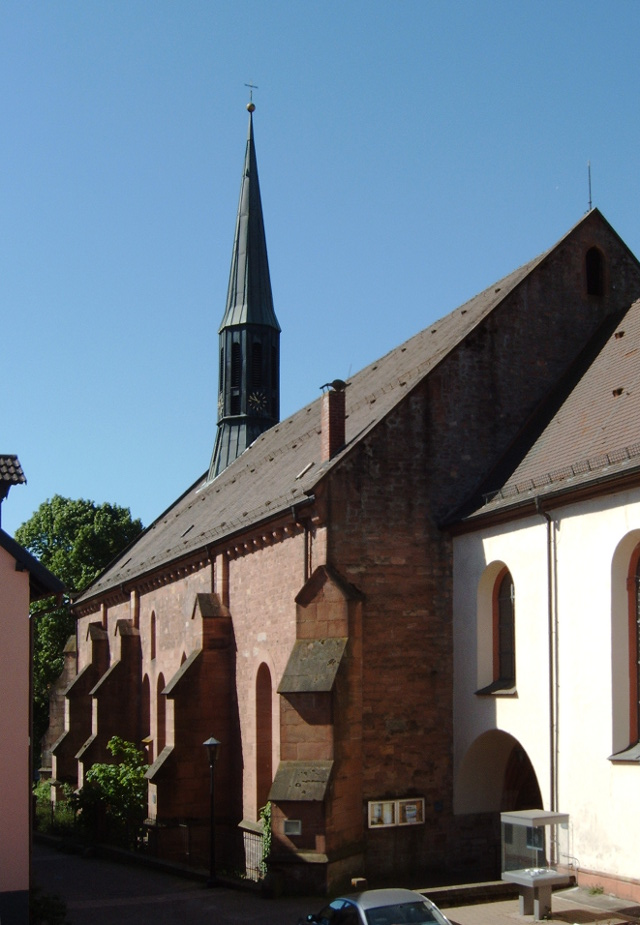
Evangelische Stadtkirche

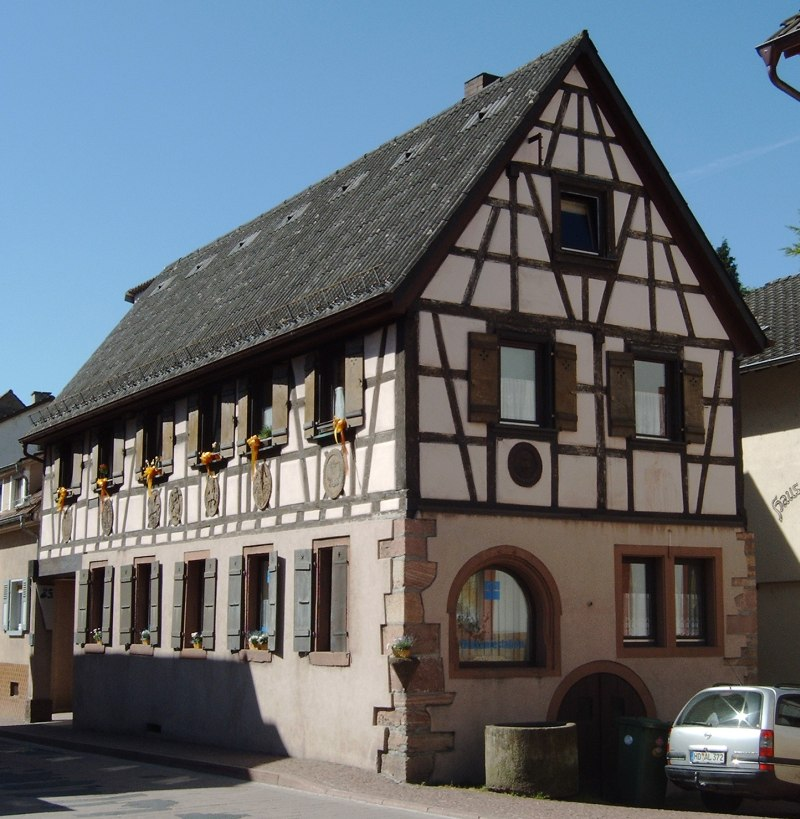
Altes Posthaus

### Bauwerke
Die evangelische Stadtkirche wurde um 1230 als Herrenrefektorium des Klosters „in der schönen Au“ im spätromanischen Stil erbaut mit frühgotischen Elementen von Baumeistern aus Burgund. Der Dreisitz aus dem Chorgestühl entstammt der ehemaligen Klosterkirche.
Das Klostertor ist aus der Zeit um 1200. Links vom Tor befindet sich das sogenannte Torhaus in Fachwerkbauweise auf den Fundamenten der ehemaligen „Georgskapelle an der Pforten“, erbaut um 1600, von der auch der frühgotische Torbogen zum Torhaus stammt.
Die sogenannte Hühnerfautei ist ein um 1250 im romanischen Stil errichtetes ehemaliges Klostergebäude, in dem das stadtgeschichtliche Museum eingerichtet wird und das als Kulturzentrum für Ausstellungen, Konzerte usw. dient. Der Name „Hühnerfautei“ bringt offenkundig die Tätigkeit des Zinsmeisters mit dem Gebäude in Verbindung. Bei dem auch unter dem Namen Hühnerfaut (Vogt) tätigen Beamten mussten früher Steuerleistungen in Geld oder Naturalien abgegolten werden.
Das Rathaus steht auf den Fundamenten des Kapitelsaales des ehemaligen Zisterzienserklosters. Vom Kapitelsaal aus wurde das Kloster regiert. In ihm tagte der Konvent und wurden Verträge geschlossen. Im Kapitelsaal waren nach den Ordensvorschriften die Äbte, teilweise auch hohe weltliche Persönlichkeiten beigesetzt, wie Konrad von Hohenstaufen, Pfalzgraf bei Rhein, gest. 1195, der ein Bruder von Kaiser Barbarossa war.
Das Wallonenhaus, ein Fachwerkhaus von 1588, steht auf den Fundamenten der ehemaligen Klosterschmiede. 1357 wurde hier die Klosterglocke gegossen. Sie ist die älteste Glocke des Odenwaldes und befindet sich heute auf dem Turm der evangelischen Stadtkirche Erbach im Odenwald. Sie wurde von den Schenken von Erbach, nach Aufhebung des Klosters, im Jahre 1563 nach dort geholt.

### Vereine
Schönau verfügt über mehr als fünfzig Vereine, die sich dem Sport, der Kultur oder einfach nur der Lebensfreude widmen. Wesentliche Beiträge zur Vereinslandschaft der Kultur und des Sports leisten die Gesangvereine  Eintracht Altneudorf, MGV Liederkranz 1841 e. V., der MGV Singverein Freiheit 1889 e. V., der Turn- und Sportverein TSV 1890 e. V.  sowie die Fußballvereine SV Altneudorf und VFB Schönau.

### Sportanlagen
Das Schönauer-Sportzentrum (SSFZ – Schul-, Sport- und Freizeitzentrum) besteht aus einem Fußballplatz mit Leichtathletikanlage einschließlich eines Werferplatzes, einer Sporthalle, einer Tennisanlage mit drei Plätzen und einem Bolzplatz.
Im Stadtteil Altneudorf gibt es einen weiteren Fußballplatz und eine Sporthalle. Diese Sportanlagen werden vom VfB Schönau (Fußball und anderes), TSV Schönau (Basketball, Leichtathletik, Turnen (inkl. Tanz), Ski und Tennis) und dem SV Altneudorf (Fußball, Tischtennis) genutzt.

### Gastronomie
Es existieren einige Gasthäuser und Restaurants.

## Wirtschaft und Infrastruktur

### Wirtschaft
Die bekanntesten Unternehmen sind die Schönauer Schulmöbelfabrik (Firma Mannschott), die Firmen Beckenbach GmbH und Odenwald-Chemie GmbH sowie im Stadtteil Altneudorf die Firma Schwarzbeck Mess-Elektronik.

### Verkehr
Zwischen 1928 und 1981 war Schönau über eine Nebenbahn nach Neckarsteinach an das Eisenbahnnetz angeschlossen, der Personenverkehr wurde bereits 1969 eingestellt. Heute führen in die umliegenden Gemeinden Buslinien. Im nahegelegenen Neckarsteinach befindet sich ein Bahnhof mit Anschluss an die S-Bahn Rhein-Neckar. Schönau gehört zum Tarifgebiet des Verkehrsverbunds Rhein-Neckar.
Durch Schönau verläuft die Landesstraße 535, die im Süden zur Bundesstraße 37 (Heidelberg–Mosbach) führt.

### Bildung
In Schönau gibt es eine Grund- und eine Musikschule, im Stadtteil Altneudorf eine Grundschule. Ein evangelischer Kindergarten und ein Waldkindergarten befinden sich in Schönau und ein evangelischer Kindergarten in Altneudorf.

## Persönlichkeiten
- Hildegunde von Schönau (1170–1188), verstarb im Kloster Schönau
- Franz Junius (1545–1602) wurde 1565 erster reformierter Pfarrer in Schönau. Er war ein französischer Adeliger und gründete 1578 mit seiner Schönauer Gemeinde die Wallonenkolonie Otterberg. Er kehrte nach 1583 wieder nach Schönau zurück und wirkte zeitweilig als Hof- und Feldprediger des Prinzen von Oranien und lehrte zuletzt als Professor in Leyden.
- Carl Höfer, geboren 1819 in Brehmen, war von 1846 bis zu seiner standrechtlichen Erschießung im Jahre 1849 Lehrer in Altneudorf. Er war maßgeblich beteiligt am von Friedrich Hecker geführten Volksaufstand zur Einführung einer demokratischen Republik Baden als Hauptmann der Bürgerwehren Altneudorf, Bärsbach, Brombach, Eiterbach, Heddesbach, Heiligkreuzsteinach, Hilsenhain, Lampenhain und Schönau.
- Der badische Revolutionär Friedrich Wilhelm Henninger (1817–1881) war von 1858 bis 1872 Pfarrer in Schönau.
- Adam Remmele (1877–1951) wurde in der Mühle zu Altneudorf geboren. Der Sozialdemokrat war erster Vizepräsident der badischen Nationalversammlung, Innenminister, Minister für Kultus und Unterricht und Staatspräsident von Baden sowie Mitglied des Reichstages in Berlin. Er starb am 9. September 1951 in Freiburg im Breisgau.
- Ulrich Nitschke (1879–1971) war Maler und Bildhauer. Er studierte von 1898 bis 1900 an der Kunstakademie Karlsruhe bei Ernst Schurth, von 1900 bis 1903 zusammen mit Paul Klee, Wassily Kandinsky und Hans Purrmann bei Franz von Stuck an der Kunstakademie München. Ab 1903 bis 1908 war er Meisterschüler von Leopold von Kalckreuth und von Adolf Hölzel an der Kunstakademie Stuttgart. Bekannt wurde er 1907 durch die Wandmalereien für den Konzertsaal der Pfullinger Hallen; seine überlebensgroßen Kopfskulpturen mit Physiognomien „aus aller Herren Länder“ am Kaufhaus Wertheim in Breslau („Renoma“ Wrocław) wurden 2009 originalgetreu restauriert.
- Johann Adam Mannschott (1884–1960) wurde in Schönau geboren. Er war von 1922 bis 1934 und erneut ab 1946 Bürgermeister von Schönau. Zudem war er 1946 für die liberale Demokratische Volkspartei Mitglied der Vorläufigen Volksvertretung von Württemberg-Baden.
- Wilhelm Hempfing (1886–1948), in Schönau geboren. Hempfing war von 1909 bis 1913 Meisterschüler an der Kunstakademie Karlsruhe bei Friedrich Fehr. Radierverfahren und Drucktechniken lernte er in Karlsruhe bei Walter Conz. Hempfing gilt als bedeutendes Mitglied der Karlsruher Schule[9]

- Andreas Cser (* 1943), Historiker

Adam Remmele

- Oskar Niedermayer (* 1952), Politikwissenschaftler und Parteienforscher, wurde am 22. August 1952 in Schönau geboren.
- Bettina Bäumlisberger (* 1960), Journalistin, 2014–2016 Chefredakteurin des Münchner Merkur.